# Ludlow (Maine)
Ludlow és una població dels Estats Units a l'estat de Maine (EUA). Segons el cens del 2000 tenia 402 habitants.

## Demografia
Segons el cens del 2000, Ludlow tenia 402 habitants, 150 habitatges, i 118 famílies. La densitat de població era de 7,1 habitants/km².
Dels 150 habitatges en un 34,7% hi vivien nens de menys de 18 anys, en un 64% hi vivien parelles casades, en un 10,7% dones solteres, i en un 20,7% no eren unitats familiars. En el 14,7% dels habitatges hi vivien persones soles el 8% de les quals corresponia a persones de 65 anys o més que vivien soles. El nombre mitjà de persones vivint en cada habitatge era de 2,68 i el nombre mitjà de persones que vivien en cada família era de 2,94.
Per edats la població es repartia de la següent manera: un 23,9% tenia menys de 18 anys, un 5% entre 18 i 24, un 30,6% entre 25 i 44, un 27,4% de 45 a 60 i un 13,2% 65 anys o més.
L'edat mediana era de 40 anys. Per cada 100 dones de 18 o més anys hi havia 100 homes.
La renda mediana per habitatge era de 23.594 $ i la renda mediana per família de 25.750 $. Els homes tenien una renda mediana de 21.625 $ mentre que les dones 17.708 $. La renda per capita de la població era de 12.130 $. Entorn del 21% de les famílies i el 21,9% de la població estaven per davall del llindar de pobresa.